# 波旁-兩西西里王朝
波旁-兩西西里王朝（義大利語：Borbone delle Due Sicilie），波旁王朝的一個分支，1816年至1861年統治兩西西里王國。

## 國王列表
- 費迪南多一世，1816年至1825年在位
- 弗朗切斯科一世，1825年至1830年在位
- 費迪南多二世，1830年至1859年在位
- 弗朗切斯科二世，1859年至1861年在位